# Pont de Valakupiai
 (juillet 2023).
Si vous disposez d'ouvrages ou d'articles de référence ou si vous connaissez des sites web de qualité traitant du thème abordé ici, merci de compléter l'article en donnant les références utiles à sa vérifiabilité et en les liant à la section « Notes et références ».
Le pont de Valakampiai (en lituanien : Valakampių tiltas) ou pont de Valakupiai (Valakupių tiltas) est un pont routier à poutres qui franchit le Néris, et relie la seniūnija de Žirmūnai à celle d'Antakalnis, à Vilnius, la capitale de la Lituanie. Le pont a été ouvert à la circulation en 1972. Il mesure 341,5 mètres de long et 23,0 mètres de large.